# Hassan Akesbi
Hassan Akesbi (in arabo حسن أقصبي‎?; Tangeri, 5 dicembre 1934 – Rabat, 9 novembre 2024) è stato un calciatore marocchino, di ruolo attaccante.

## Carriera
Akesbi iniziò la carriera in patria nel FUS Rabat prima di trasferirsi in Francia al Nimes, con cui iniziò subito a segnare con regolarità. Nel 1961 fu acquistato dal Reims per sostituire Just Fontaine, ormai vicino al ritiro, e con 64 reti in due stagioni riuscì a non far rimpiangere l'illustre predecessore e a contribuire alla vittoria del campionato nel 1962. In seguito giocò per Monaco e ancora Reims prima di far ritorno in patria al FUS Rabat. È morto alla soglia dei 90 anni nel 2024.